# Asoga, Khanapur
Asoga là một làng thuộc tehsil Khanapur, huyện Belgaum, bang Karnataka, Ấn Độ.